# 西郷山公園

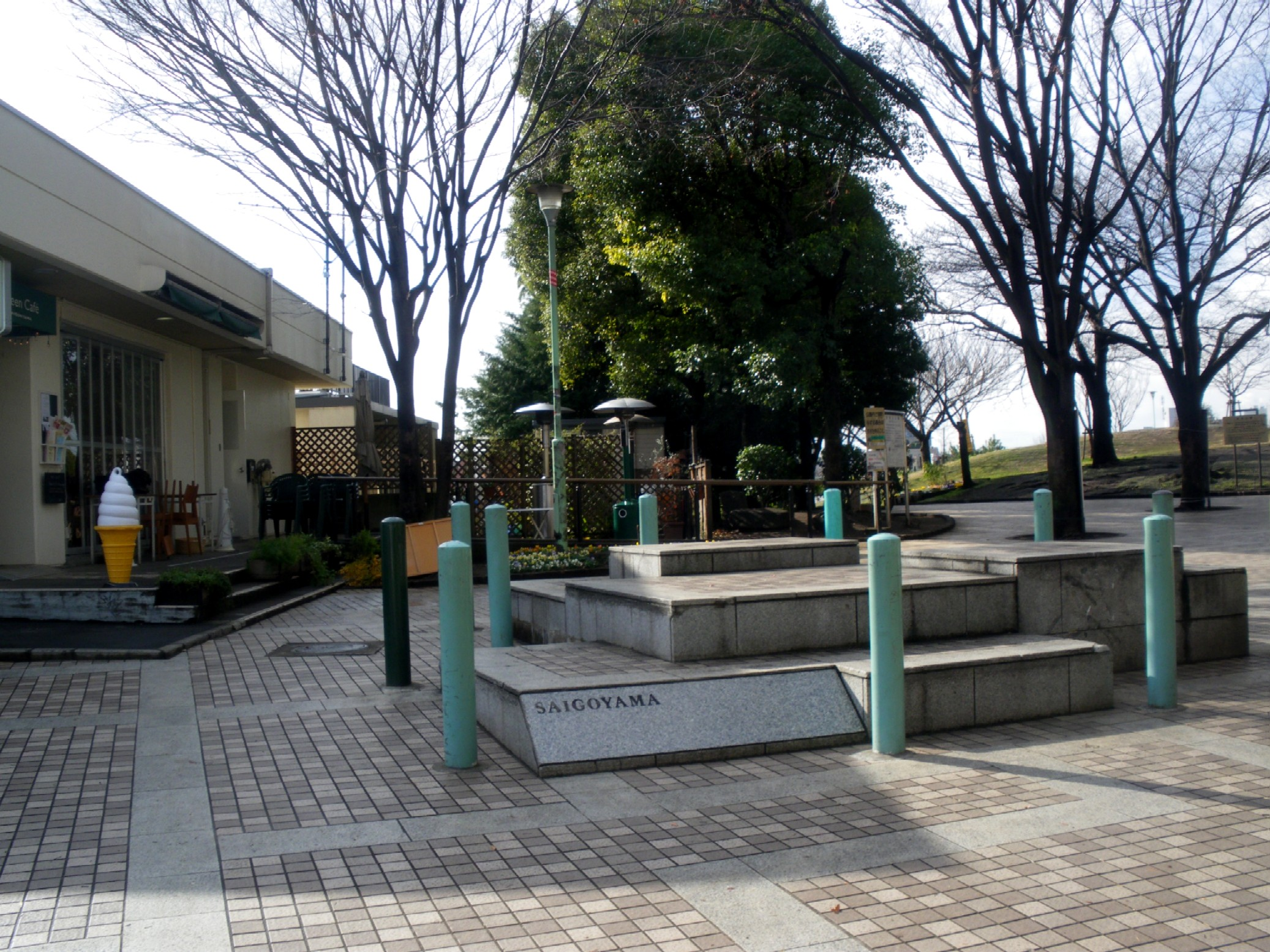
旧山手通り側（東側）より。左に見える建物はグリーンカフェ西郷山（喫茶店）

西郷山公園（さいごうやまこうえん）は、東京都目黒区青葉台にある目黒区立の公園。

## 歴史
当地一帯は幕末には豊後国岡藩主・中川家の抱え屋敷であったところであり、特に当家の回遊式庭園は名所として当時の地誌にも載っており知られていた。明治時代になって、西郷隆盛の実弟・西郷従道が兄隆盛の再起を願って当地付近を購入した。しかし、西南戦争により隆盛が他界したためそれが実現されず、当地は従道自身の別邸として利用されることになった。当地にはフランス人でお雇い外国人の土木建築技師レスカスの設計による洋館と書院造りの和館が並んでいた。のち、西郷家は1941年に渋谷に移転したため、当時の鉄道省（戦後の日本国有鉄道）の手に渡った。
なお、西郷山の雑木林は1932年から翌年にかけて行われた貰い子殺人の遺体遺棄現場となった。
その後、第二次世界大戦の空襲により和館が焼失するなど、次第に西郷邸があったころの面影は薄くなっていった。残っていた洋館は1963年に愛知県犬山市にある明治村に移築され、現在は国の重要文化財に指定されている。
第二次世界大戦終了後は、1950年代に日本国有鉄道（国鉄）傘下の日本プロ野球の国鉄スワローズ選手合宿所として使用されたこともあったという。
その後、邸宅跡地の一部分が公園として整備され、当地付近の通称であった「西郷山」（西郷従道にちなんでいる）の名を付した西郷山公園として1981年5月28日に開園し、現在に至っている（なお、かつて西郷邸の和館や洋館があった場所は近接してある菅刈公園付近にあたる）。

## 主な施設
西郷山の名の通り、台地の斜面を利用した高低差のある公園で最上部からの展望台からの眺めがよいことでも知られる。展望台からは冬の晴天時には富士山が望める。
- 芝生広場
- 池
- 人工滝（落差約20m）
- グリーンカフェ西郷山

面積:10,549m2
なお、ドラマ「東京ラブストーリー」をはじめ、ドラマのロケの場として時々当公園が使われていることでも知られる。また近接して、菅刈公園がある。

## アクセスなど
- アクセス
  - 東急東横線代官山駅より徒歩13分。公園東部沿いは旧山手通りに接している。
  - 渋谷駅より東急トランセの代官山循環線で、「鉢山町交番」または「西郷橋」下車より数分。
- 開園時間:常時開園。
- 駐車場:なし
- 料金:入園無料（なお当公園でのロケーションなどの撮影での利用は要許可の上、有料なので公園事務所に事問い合わせのこと）。

## ギャラリー

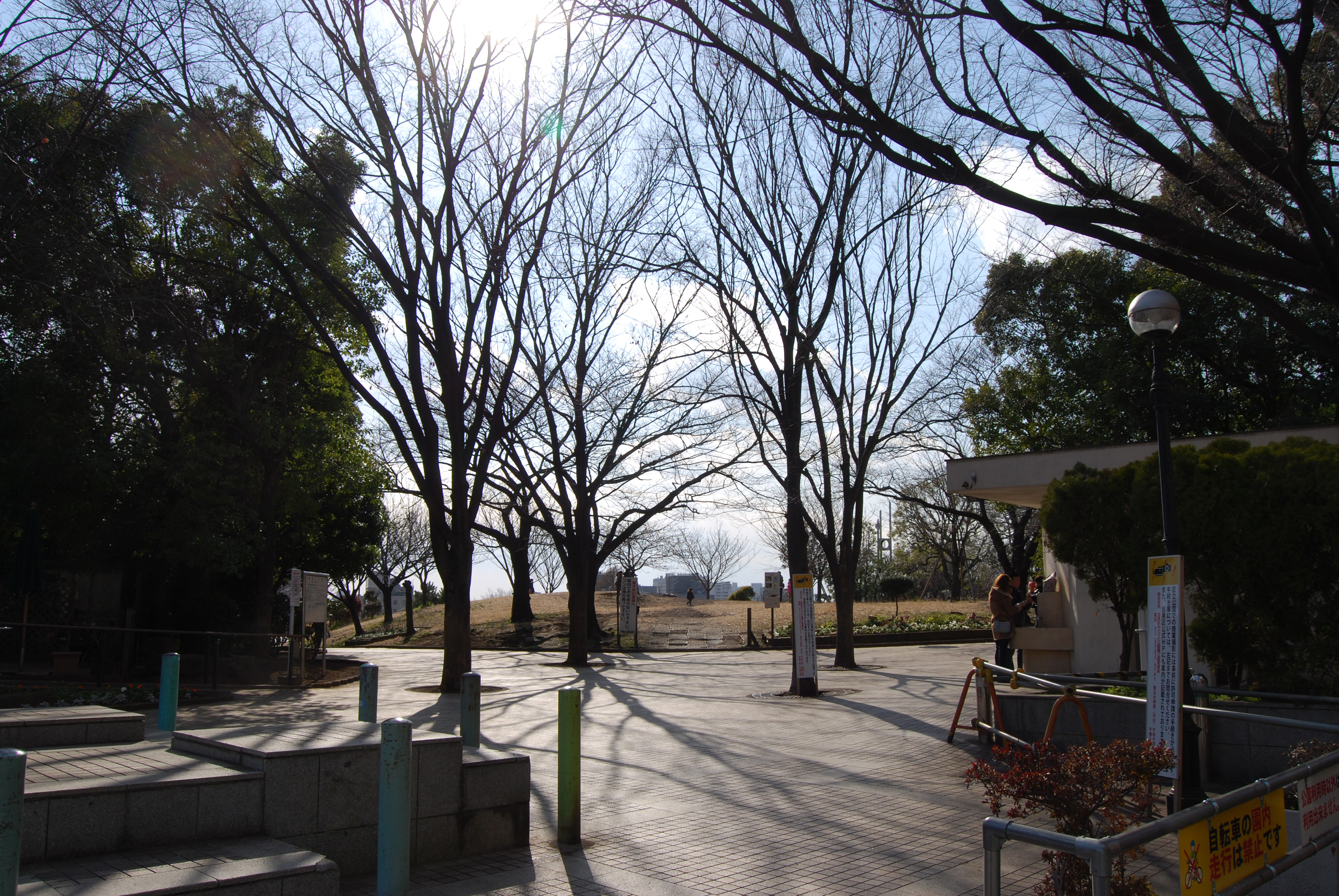
入り口付近
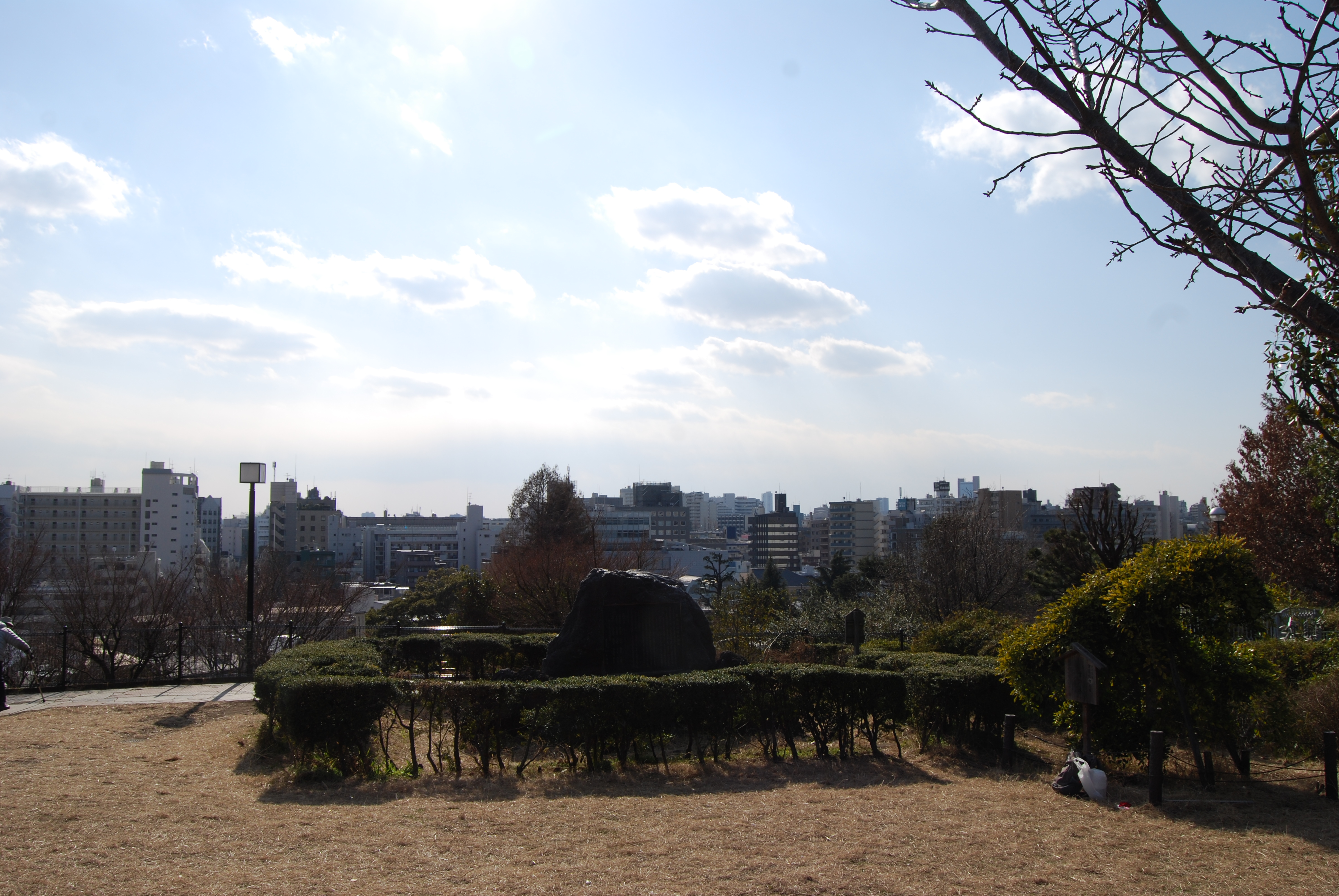
公園からの眺望
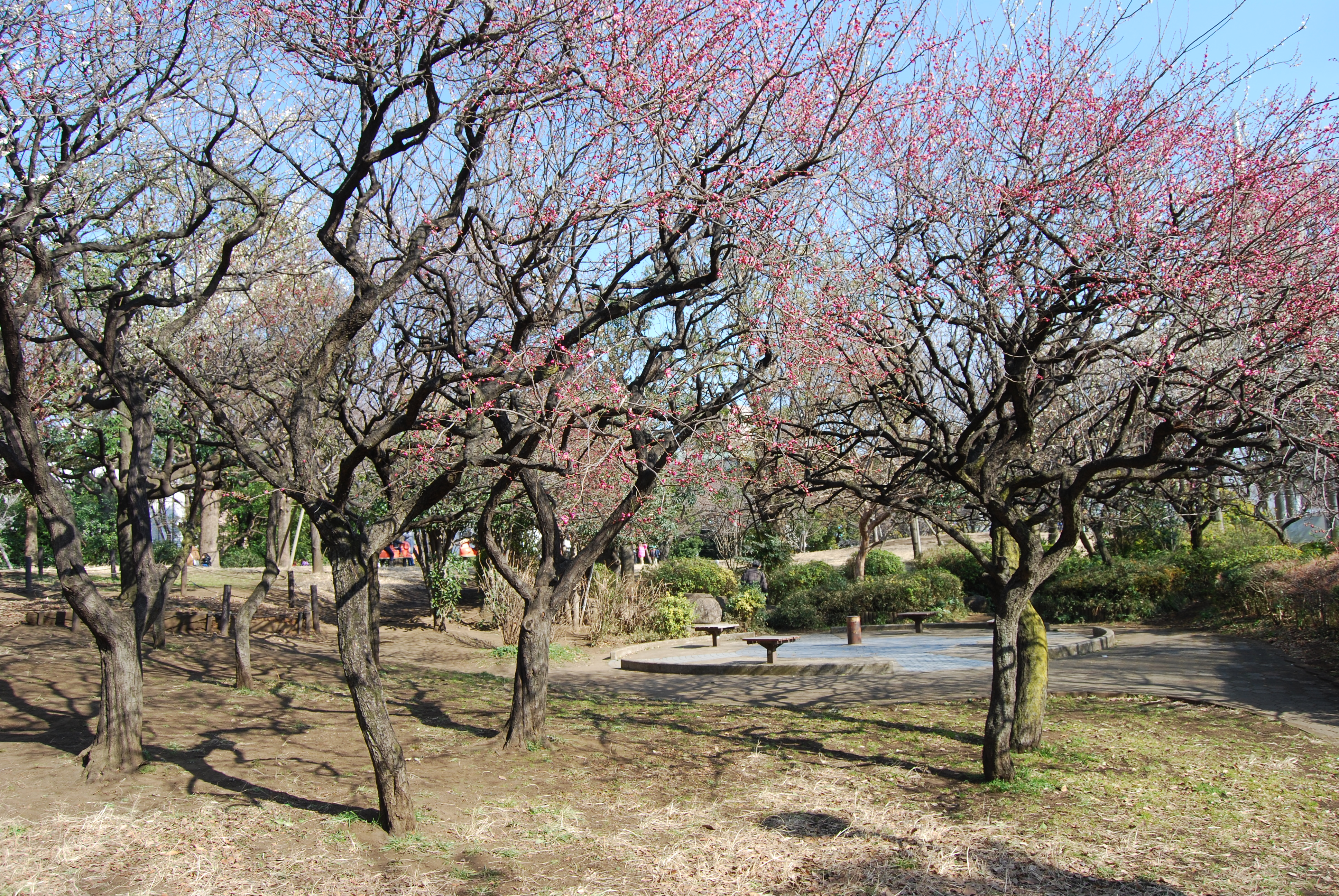
園内の様子